# Cophophlebia trimeres
Cophophlebia trimeres är en fjärilsart som beskrevs av Louis Beethoven Prout 1938. Cophophlebia trimeres ingår i släktet Cophophlebia och familjen mätare. Inga underarter finns listade i Catalogue of Life.